# Снежная королева 2: Перезаморозка
«Снежная королева 2: Перезаморозка» — российский компьютерный 3D-мультфильм, созданный анимационной студией Wizart Animation, и выпущенный компанией Bazelevs. Сиквел мультфильма «Снежная Королева».
Вопреки названию это единственный на данный момент мультфильм в серии фильмов, где сама Снежная королева, как персонаж, вообще не появляется.
Спродюсированный Тимуром Бекмамбетовым, Юрием Москвиным, Владимиром Николаевым и Дианой Юриновой, фильм был выпущен компанией «Базелевс» в кинотеатрах России и Содружества Независимых Государств 1 января 2015 года с международным предварительным прокатом в ноябре и декабре 2014 года в США и Великобритании.
В фильме звучат голоса Нюши в роли Герды и Ивана Охлобыстина в роли Снежного короля с Гариком Харламовым, Валерией Николаевой, Шурой Би-2, Федором Добронравовым, Михаилом Тихоновым, Галиной Тюниной и Рамилей Искандер в ролях второго плана. Для фильма был объявлен международный актерский состав, в который вошли Белла Торн в роли Герды, Шарлто Копли в роли Снежного короля и Шон Бин в роли Аррога с Изабель Фурман, Пэтом Фрэйли, Джеффом Беннеттом, Кэнди Майло и Синди Робинсон в ролях второго плана.
В фильме рассказывается история тролля Орма, который снова погряз во лжи и финансовой безответственности после того, как увидел свое отражение, работая шахтером. Тщеславный тролль Орм получает шанс снова стать героем, когда король троллей Аррог провозглашает указ, согласно которому тот, кто спасет его королевскую семью, запертую во дворце Снежной королевы, получит главный приз.
Разработка началась в 2014 году, когда сценаристы подписались на продолжение в ответ на бурный прием «Снежной королевы». Анимация была сосредоточена на улучшении качества анимации фильма по сравнению с его предшественником. Фильм стал первым российским фильмом, который стал лидером проката выходного дня в европейской стране. Фильм получил положительный приём критиков. Сиквел отличался хорошим юмором, яркими персонажами и эпическими сражениями.

## Сюжет
Прошёл год после победы Герды над Снежной Королевой. Тролль Орм вернулся в пещеры Оманы и разбил Печать Снежной Королевы, за которой находился последний город троллей.
Он поклялся, что больше никогда не будет врать, однако сложная жизнь в городе своих собратьев вынуждает Орма неоднократно нарушить клятву, что в итоге приводит к появлению Снежного Короля — злобного двойника Орма, ведомого лишь мыслью об уничтожении всего живого.
Бедная жизнь Орма, а также его желания добиться лучшего для себя и для своей бабушки Рози, заставляют его соврать, сказав, что именно он победил Снежную Королеву, и завоевать таким образом сердце принцессы Марибель. Кай, Герда и Альфида обижаются на Орма за его эгоизм.
Тем временем Северный Ветер похищает принцессу Марибель и уносит её во дворец Снежного Короля. Орм и Генерал Аррог — потомок одного из древних великих воинов-троллей и по совместительству претендент на руку принцессы, отправляются её спасать.
Орму снова приходиться лгать, чтобы победить, в результате чего все, включая Герду и Кая его бросают. В минуту отчаяния он даёт свободу своему двойнику и тот замораживает всех его друзей. Орм же должен был исчезнуть и уступить место своему злобному альтер эго, однако в последний момент решается сказать всем правду и таким образом побеждает Снежного Короля.
В результате народ троллей ставит ему памятник.

## Персонажи
- Орм — типичный тролль во всех смыслах этого слова. Бывший слуга Снежной Королевы. Вместе с Гердой им удалось сокрушить власть холода и страха и освободить Кая. И теперь, после долгих лет разлуки, Орм вернулся домой к своей бабушке в город троллей. Орм работает шахтёром и едва сводит концы с концами, и это после того, как именно он уничтожил печать Снежной Королевы и разморозил королевство троллей! Бытовые трудности и заниженная самооценка постоянно толкают Орма на авантюры. Любимая бабушка Орма мечтает жить во дворце, и легкомысленный внук легко даёт ей такое обещание. Теперь Орм просто обязан что-то менять в своей жизни. Ему предстоит выдержать немало трудностей для того, чтобы быть, а не казаться настоящим героем.
- Снежный король — главный антагонист мультфильма, отражение Орма, перед которым на колдовском озере тот дал клятву никогда никому не врать. Однако, после того, как он нарушил обещание, Снежный король ожил и обрёл самосознание. После этого он с помощью Северного ветра похитил принцессу Марибель, а когда подоспевшие на выручку Герда с друзьями и сопровождавшие Орма тролли во главе с Аррогом добрались до замка Снежной Королевы, он заморозил их. Но Орм, осознав свою вину перед друзьями и сородичами и то, каким он прежде был трусом и эгоистом, в итоге смог разрушить его чары и спасти не только принцессу, но и всех остальных.
- Аррог — дворянин, генерал, уважаемый тролль. Находится близко к королевской семье, надеется заключить брак с принцессой Марибель — племянницей Короля, в которую он страстно влюблён. Ведёт себя как бывалый герой, хотя в настоящем бою никогда не бывал. Всё время рассказывает одну и ту же историю о подвиге своего деда. Мечтает выйти из его тени.
- Марибель — племянница короля троллей. Избалована и рассматривает окружающих как игрушки. Очень требовательная и капризная. Манипулирует своим дядей-королём. Всё на свете готова променять на драгоценные камушки.
- Герда — главная героиня первой части истории. Храбрая, добрая, честная девочка с твёрдым характером. Выросла в детском приюте и умеет за себя постоять. С лёгкостью пускается в любые приключения. Во всех людях видит только добро, даже в тех, в ком его совсем не осталось.
- Кай — брат Герды. Мечтатель, художник и поэт. После спасения из плена Снежной Королевы живёт в приюте вместе с Гердой. Влюблён в пиратку Альфиду, но не знает, как выразить свои чувства. Всегда готов помочь Герде и Альфиде, но не умеет принимать самостоятельных решений.
- Альфида — дочь атаманши из первой части. Альфида помогала Герде в поисках Кая, и с тех пор они стали друзьями. Она настоящая пиратка — сильная, волевая, решительная, но при этом добрая и справедливая. Прекрасно знает, что в неё влюблён Кай, но хочет, чтобы он решил за себя сам.
- Лута — ручная ласка, бывший питомец Герды. Настоящий друг и совесть Орма. Лута не задумываясь рискнёт жизнью ради Орма, но также без раздумий укажет ему на его ложь и неправильные поступки. Из всех споров с Ормом выходит победительницей. Самый проворный герой.
- Рахат — тролль-шахтёр. Сильный, простодушный, безобидный. Он любит свою работу. Быть кем-то другим ему неинтересно. Друзей у него немного, но он очень дорожит теми, кто есть, и готов многое для них сделать.
- Лукум — тролль, друг Орма. Несёт службу как городовой. Ленив и апатичен, но в трудную минуту готов прийти на выручку старому другу. Отправляется вместе с Ормом в его нелёгкое приключение.
- Авраам — тролль-банкир, дядя Орма. Главная ценность его жизни — это деньги. Он готов обобрать всех, даже родственников, а незнакомцы без монет вообще не представляют для него никакого интереса. Говорит с типичным еврейским акцентом.

## Роли озвучивали
| Актёр                            | Роль                        | Английский дубляж |
| -------------------------------- | --------------------------- | ----------------- |
| Иван Охлобыстин                  | тролль Орм / Снежный король | Шарлто Копли      |
| Анна «Нюша» Шурочкина            | Герда                       | Белла Торн        |
| Рамиля Искандер                  | Кай                         | Майлз Хофф        |
| Валерия Николаева                | Альфида                     | Изабель Фурман    |
| Анна Хилькевич                   | Марибель                    | Сара Кравенс      |
| Гарик Харламов                   | Аррог                       | Шон Бин           |
| Фёдор Добронравов                | король троллей              | Джефф Беннетт     |
| Ольга Зубкова                    | бабушка Орма                | Кэнди Майло       |
| Шура Би-2                        | Рахат                       | Пэт Фрэли         |
| Лёва Би-2                        | Лукум                       | Билл Чотт         |
| Диомид Виноградов                | Авраам                      | Ларри Сидар       |
| Михаил Тихонов                   | начальник шахты             | Джеймс Коннор     |
| Алексей Лихницкий и Роман Юнусов | стражники                   |                   |
| Александр Гудков                 | тролль Глашатай             |                   |
| Ольга Шорохова                   | Эпизод                      |                   |
| Владимир Чуприков                | эпизод                      |                   |
| Валерий Иваков                   | эпизод                      |                   |

## Производство
После успеха в мировом прокате анимационной ленты «Снежная Королева» продюсеры и творческий коллектив студии Wizart Animation решили продолжить историю. Режиссёрское кресло в новом проекте занял Алексей Цицилин, выступавший в качестве оператора-постановщика во время работы над первой частью мультфильма.
Режиссёр Алексей Цицилин, исполнительный продюсер Владимир Николаев и художник-постановщик Алексей Замыслов, при участии Тимура Бекмамбетова и Романа Непомнящего, написали сценарий второй части истории.
Работа над вторым полнометражным проектом протекала на международном уровне. В записи английской версии озвучивания мультфильма приняли участие такие мировые звёзды кинематографа, как Шон Бин, Шарлто Копли, Белла Торн, Изабель Фурман.
Музыкальное сопровождение к картине написал Марк Уиллот (англ. Mark Willott) — британский композитор, обладатель премии Эмми, продолживший своё сотрудничество со студией ещё с первой части мультфильма.

## Награды
- В марте 2016 года XXI ОРФАК в Суздале — Приз в категории «Лучший полнометражный фильм» Алексею Цицилину за фильм «Снежная королева 2: Перезаморозка»[8].
- В августе 2016 года «Снежная королева 2: Перезаморозка» получила награду за лучший анимационный фильм на фестивале независимого кино в Праге (Prague Independent Film Festival)[9][10][11].

## Факты
- Мультфильм «Снежная Королева 2: Перезаморозка» стал первым российским мультфильмом, заявленным на премию «Золотой Глобус»[12].
- Рабочим названием мультфильма было «Снежная королева 2: Снежный король». Окончательное название «Снежная королева 2: Перезаморозка» — отсылка ко второй части фильма «Матрица»[7].

## Приём

### Критический ответ
Фильм получил смешанные и положительные отзывы критиков, хотя они согласились, что он подходит для зрителей всех возрастов из-за его сюжета и анимации. В критическом обзоре фильма The Guardian говорится: «В визуальных эффектах есть неистовое, сногсшибательное качество, которое предвосхищает эмоциональную вовлеченность, которую может предложить Disney, но здесь есть кое-что для развлечения». говорит: «„Снежная королева 2“ — это „Пираты Карибского моря“ на льду. Вскоре вы погрузитесь в историю лжи, обмана и того, как правда может спасти положение и, возможно, спасти королевство. Он узнает, что дружба — это самое главное».
Журнал спецэффектов RENDER выделил основные сильные стороны фильма, включая его спецэффекты, 3D-эффекты, атмосферу, сцены погони и моральную сюжетную линию, получив в общей сложности девять звёзд из десяти. Российский сайт Allbestmovies поставил фильму шесть звёзд из десяти. «КиноКультура» отметила: «Коммерческий потенциал и универсальную привлекательность бренда Andersen невозможно переоценить». В обзоре говорится, что кульминационная битва между троллями, пиратами и ледяными монстрами не достигает уровня «Битвы пяти воинств», но всё же сопоставима. В обзоре также отмечена анимация сиквела: «заметно более сильная компьютерная анимация, чем в первой  «Королеве», красивые и разнообразные виртуальные декорации, и достойная озвучка всех персонажей». В обзоре также указывалось, как фильм мог бы улучшить развитие второстепенных персонажей, подчеркнув поиски Герды вместе с Ормом и акцентировав внимание на музыке.
В обзоре «Вечерней Москвы» отмечалось, что зимний фильм отличается от других фильмов тем, что в фильме «много юмора и тепла, которых так не хватает в морозные зимние дни». сообщение: «Но главное даже не в потрясающей красоте картинки, а в том, что в ней тот самый посыл добра, который всегда был в советских мультфильмах».
Немецкий обзор от Film-rezensionen получил неоднозначную оценку. В обзоре подчеркивается, что фильм не лишён недостатков: «Нет больше даже снежной королевы, которая могла бы дать фильму такое название». Тем не менее, в обзоре было обнаружено, что фильм стал лучше своего предшественника в кинематографическом плане: «Финальный бой стоил того, чтобы его посмотреть, как драматически, так и визуально. В любом случае, российская анимационная студия Wizart Animation (полностью из леса) значительно отшлифовала внешний вид. на этот раз. С коллегами по блокбастеру с Запада сиквел всё ещё не может подняться. Но, по крайней мере, он делает достаточно, чтобы вы также могли смотреть на него как на критический наблюдатель». Не следует судить о фильме по его обложке, потому что речь идёт об «очаровательном, скорее занимательном, как легковесная русская анимация». Рецензия завершалась словами: «„Снежная королева 2“ оказалась занимательной и красивой сказкой; на второй взгляд, которая, возможно, слишком сильно уходит в моральный клуб, но всегда остаётся юмористической и приятно-весёлой. Фильм, скорее, что-то для наших малышей, но и родители не должны уйти без улыбки».
Отзывы из Китая были положительными к фильму. В обзоре 2nd by 2 говорится, что изюминкой анимации является «мир льда и снега», который имеет «эстетику, отличную от фильмов „Диснея“, возможно, это связано с тем, что русские больше подвержены воздействию льда и снега». Кроме того, «ядро» фильма о лжи до такой степени, что дети скажут: „Честно говоря, я знаю, что не могу лгать другим“». Sina Entertainment Review вспоминает реакцию зрителей на фильм: «В то же время роль в фильме также яркая, свежая и наполненная. Почти каждый персонаж позволяет зрителю найти свою собственную фигуру, заставляя людей чувствовать себя так, фильм, естественно вдохновленный».
В обзоре Квебека отмечается, что юмор с бабушкой был «хорошо сбалансированным». Объяснение истории «последствий разрушения силы Снежной королевы на Орме и его окружении» является «отличным продолжением первого фильма, поскольку он стремится конкретизировать свою собственную мифологию». Эмиль Калинеску из Румынии заявила, что это «образовательный фильм с гораздо более очевидным нравоучительным посылом, чем в случае с первым».

### Театральная касса
3D-мультфильм стал зимним блокбастером. На предварительном прокате в Южной Корее фильм собрал 1,3 миллиона долларов всего за два дня после выхода на экраны 24 декабря 2014 года. После Нового года общие кассовые сборы в Южной Корее составили 3 миллиона долларов. Спектакль сделал Южную Корею одной из самых «благополучных» территорий в географии международных продаж Wizart Animation. В России к 13 января 2015 года фильм получил 60 миллионов рублей. Фильм занял седьмое место в рейтинге самых кассовых прокатов в России за 2015 год, собрав более 301,8 млн рублей. В январе 2015 года сообщалось, что «Снежная королева 2» заработала в международном прокате 5 миллионов долларов. Фильм посмотрели два миллиона зрителей, причем самый популярный регион был в Южной Корее, где он собрал 602,6 тысячи зрителей.
Рекорд по кассовым сборам был установлен, когда фильм вышел в прокат в Европе. Фильм стал первым российским фильмом, который стал лидером проката выходного дня в европейской стране, а именно в Словакии. Фильм был выпущен в Словакии в декабре 2015 года. В другой раз рекорд был установлен только в 2005 году, когда вышел международный хит «Ночной дозор». За вторую неделю после выпуска количество экранов увеличилось на 395,5 %.
По данным кассовых аналитиков Box Office Mojo, «Снежная королева 2» собрала в Словакии 37 266 долларов, обогнав местный фильм «Ванокни Каменак», англоязычную французскую 3D-анимацию «Маленький принц», «Голливудский мост шпионов» и 3D-анимацию «Хороший динозавр». Рекорд, установленный в 2015 году, создал новый прецедент того, что российская анимация находит международное признание. По окончательным оценкам, фильм собрал в России 4,5 миллиона долларов. К концу 8 января 2017 года фильм собрал в Китае 4,67 миллиона долларов. С сентября 2018 года фильм вошёл в десятку лучших кассовых сборов Португалии. Прокат зарегистрировал двойной рост кассовых сборов. Там картина была показана в пятидесяти городах, премьера которых обошла такие фильмы, как «Миссия невыполнима» и «Человек-муравей и Оса». Фильм собрал чистые кассовые сборы в размере 15,5 миллионов долларов на внутреннем и внешнем рынках. Фильм был одним из трендов российской киноиндустрии на зарубежных рынках в 2015 году. В общей сложности франшиза «Снежная королева» на сегодняшний день продана в 130 стран, а общие международные кассовые сборы составили 30 миллионов долларов.

## Сиквелы
Продолжение принесло мгновенное признание бренду «Снежная королева», поскольку общий географический охват сериала достиг 130 стран с добавлением многих локализаций. Третья часть серии, «Снежная королева 3: Огонь и лёд», была выпущена 29 декабря 2016 года, что официально превратило серию «Снежная королева» в трилогию. Hollywood Reporter отметил, что по сравнению с прошлым десятилетием российские анимационные предприятия укрепляются за рубежом и считаются возрождающимся сектором российской киноиндустрии. В 2018 году вышла четвёртая часть «Снежная королева: Зазеркалье». Фильм был принят с самыми высокими стандартами на кинофестивалях. В 2023 году вышел пятый фильм — «Снежная королева: Разморозка».